# Bombningen av Lund 1943

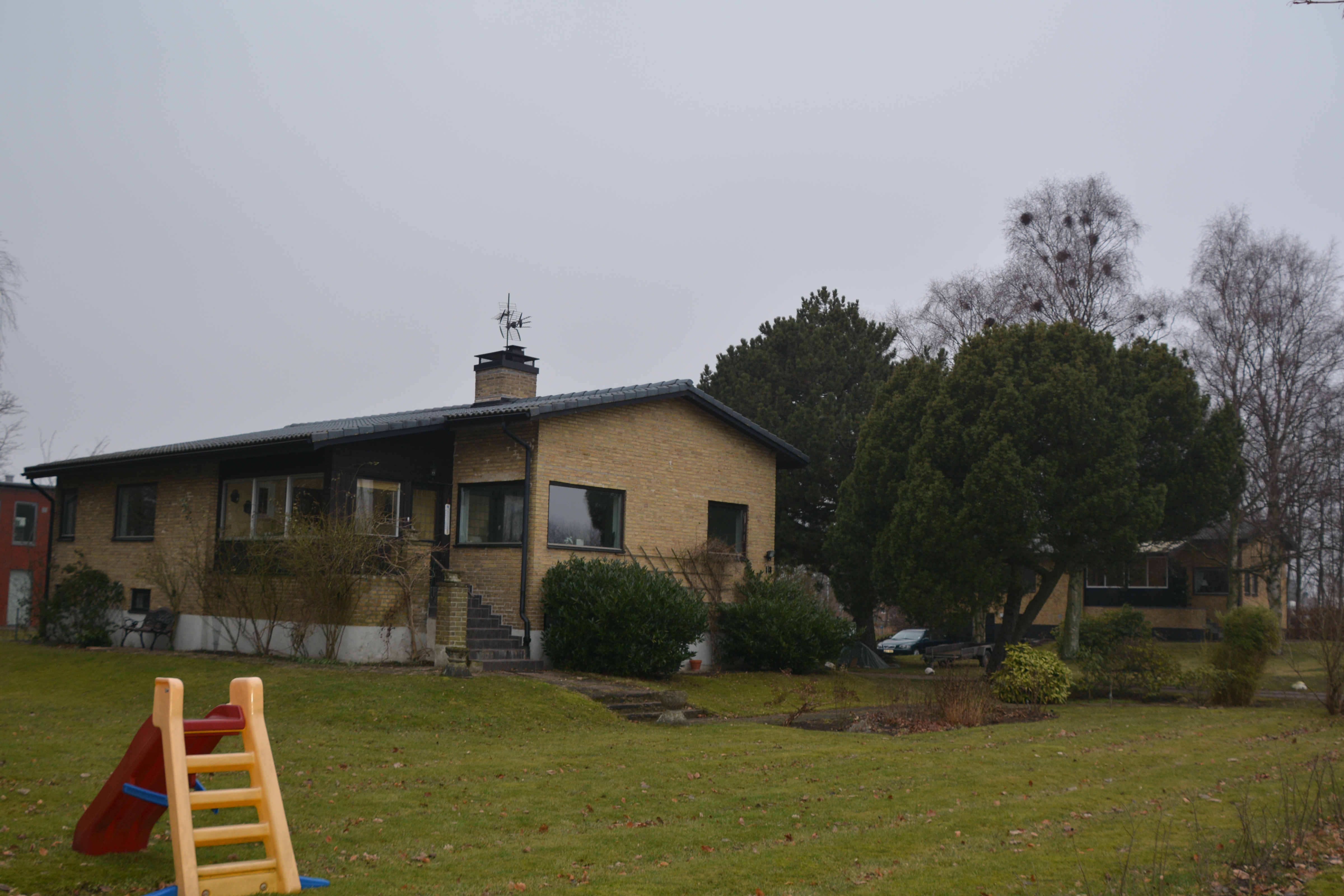
De båda villorna vid Kävlingevägen 53 och 55, vilka troligen uppförts med skadeståndsmedel från brittiska regeringen för bombningen i Lund 1943.

Bombningen av Lund 1943 skedde av ett brittiskt bomflygplan omkring klockan 21:10 torsdagen den 18 november 1943.

## Bombning av Lund 1943
Den 18 november 1943 släppte ett brittiskt plan en minbomb och ett antal brandbomber över Lund. Två av dem träffade Sydsvenska Kraftaktiebolagets transformationsstation, och i utkanten av staden slog en bomb ner och bildade en stor krater. Flygplanet kretsade en stund över Lund och försvann mot Ystad, där det besköts av svenskt luftvärn. Tusentals fönsterrutor förstördes, men ingen skadades.

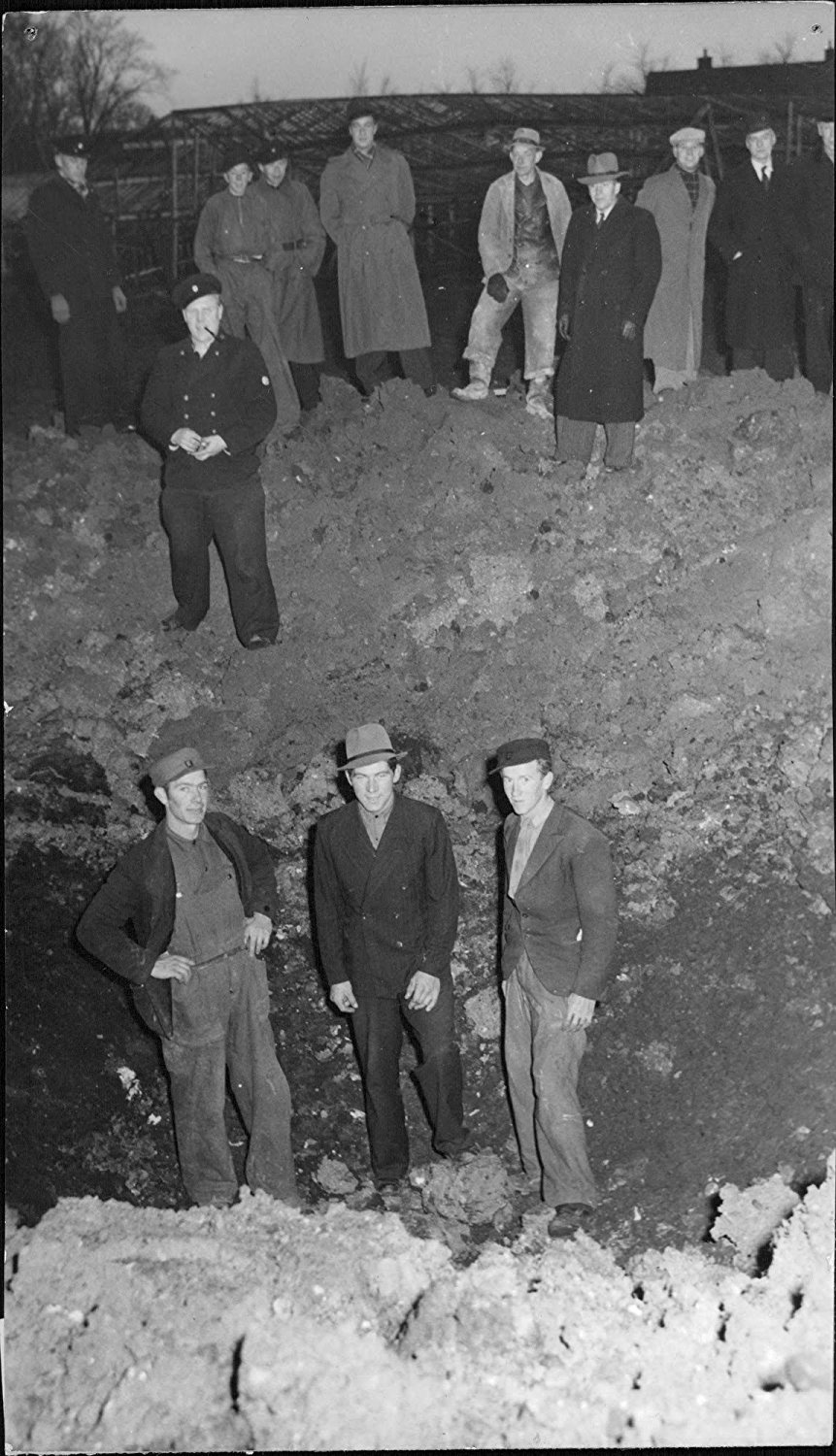
Kratern efter minbomben, fotograferad den 19 november.

Vid Kävlingevägen i Nöbbelöv, strax norr om staden, fälldes en minbomb i Bröderna Hanssons trädgårdsmästeri, som förstörde alla 17 växthusen med dahlior och tomatplantor och dödade 150 höns i familjens hönseri. Det ansågs ha varit ett brittiskt flygplan på hemväg, som släppt sin återstående bomblast. Planet var sannolikt ett av de bombplan av typ Avro Lancaster som vid denna tidpunkt börjat nattbomba Berlin i flottor med hundratals flygplan.
Efter andra världskriget hörde brittiska myndigheter av sig till bröderna Hansson, som fick ersättning i pengar för sina förluster. Troligen användes en del av denna ersättning för att bygga de två villorna Kävlingevägen 53 och 55 och nya växthus där.

## Bildgalleri

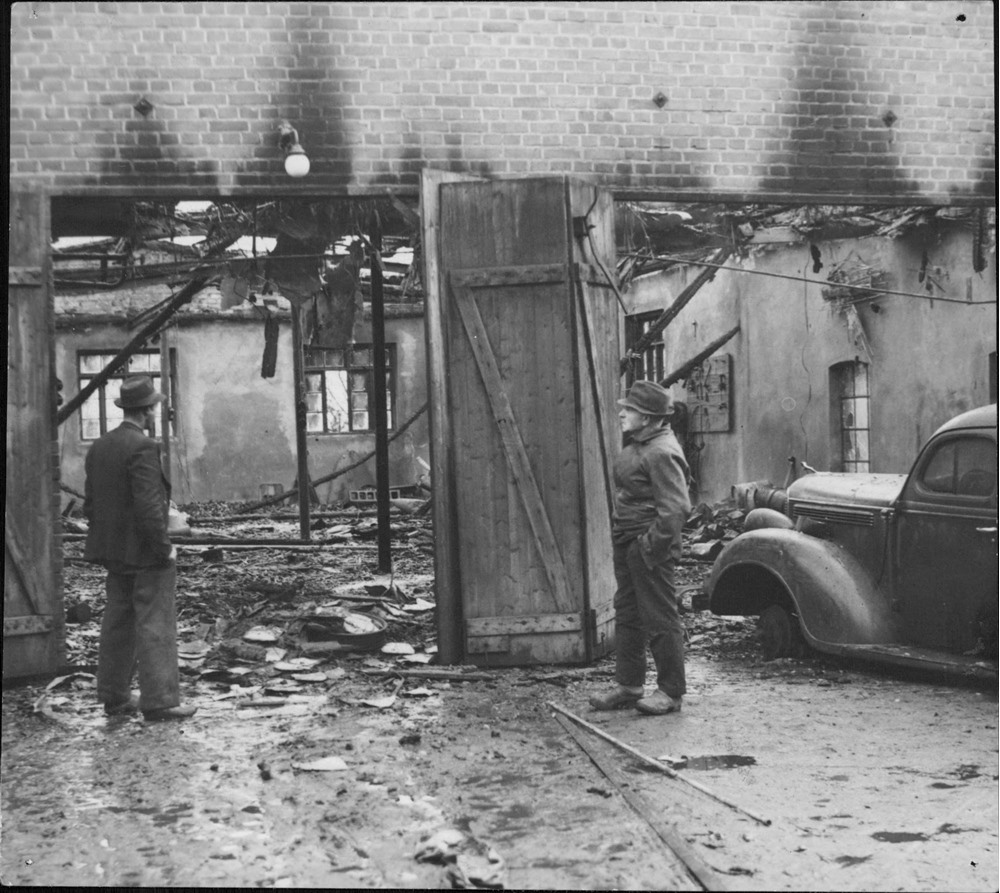
Höjebro smedja som förstördes av brandbomber.
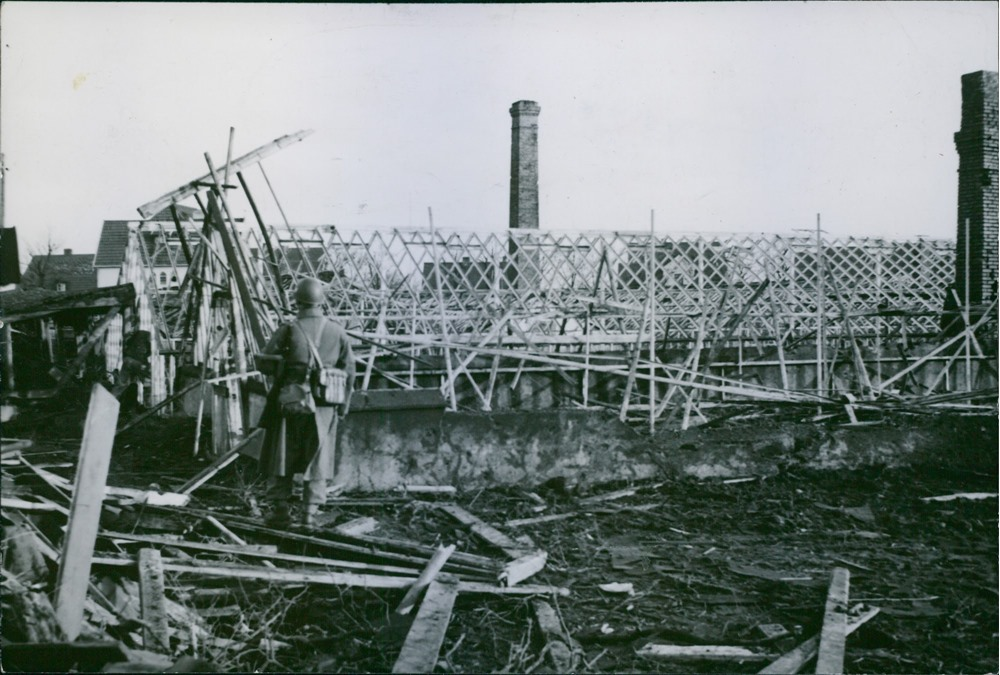
Bröderna Hanssons handelsträdgård, den 19 november.
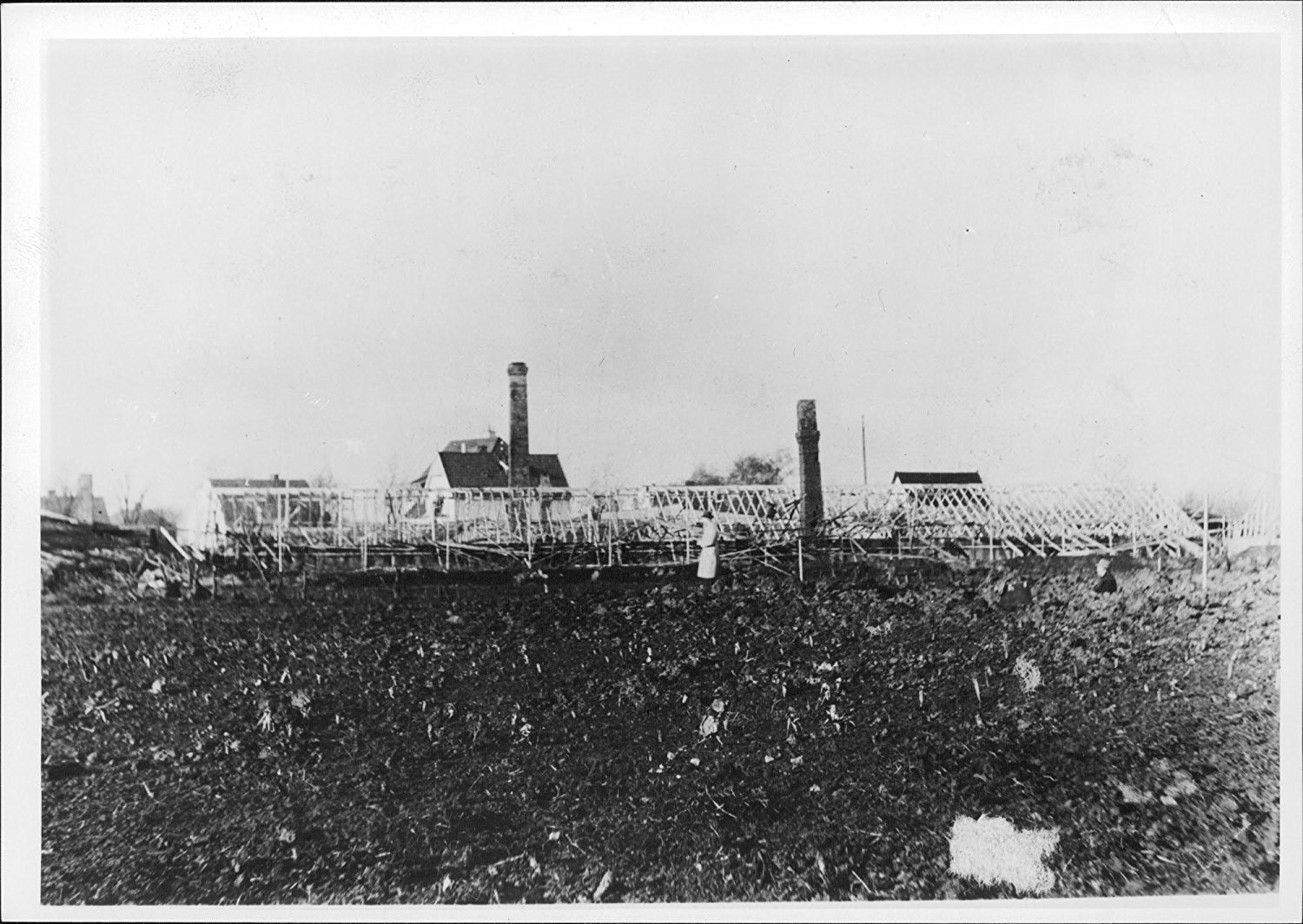
Bröderna Hanssons handelsträdgård.